# Madagaskarpalme
Die Madagaskarpalme (Pachypodium lamerei) gehört zur Gattung Pachypodium innerhalb der Familie der Hundsgiftgewächse (Apocynaceae). Selten wird sie auch als Dickfuß bezeichnet und hat mit den Palmen, abgesehen vom deutschen Trivialnamen Madagaskarpalme, jedoch nichts gemein. Diese sukkulente Pflanze ist auf Madagaskar heimisch und ist im CITES Anhang II gelistet. Man verwendet sie als Zimmerpflanze.

## Beschreibung

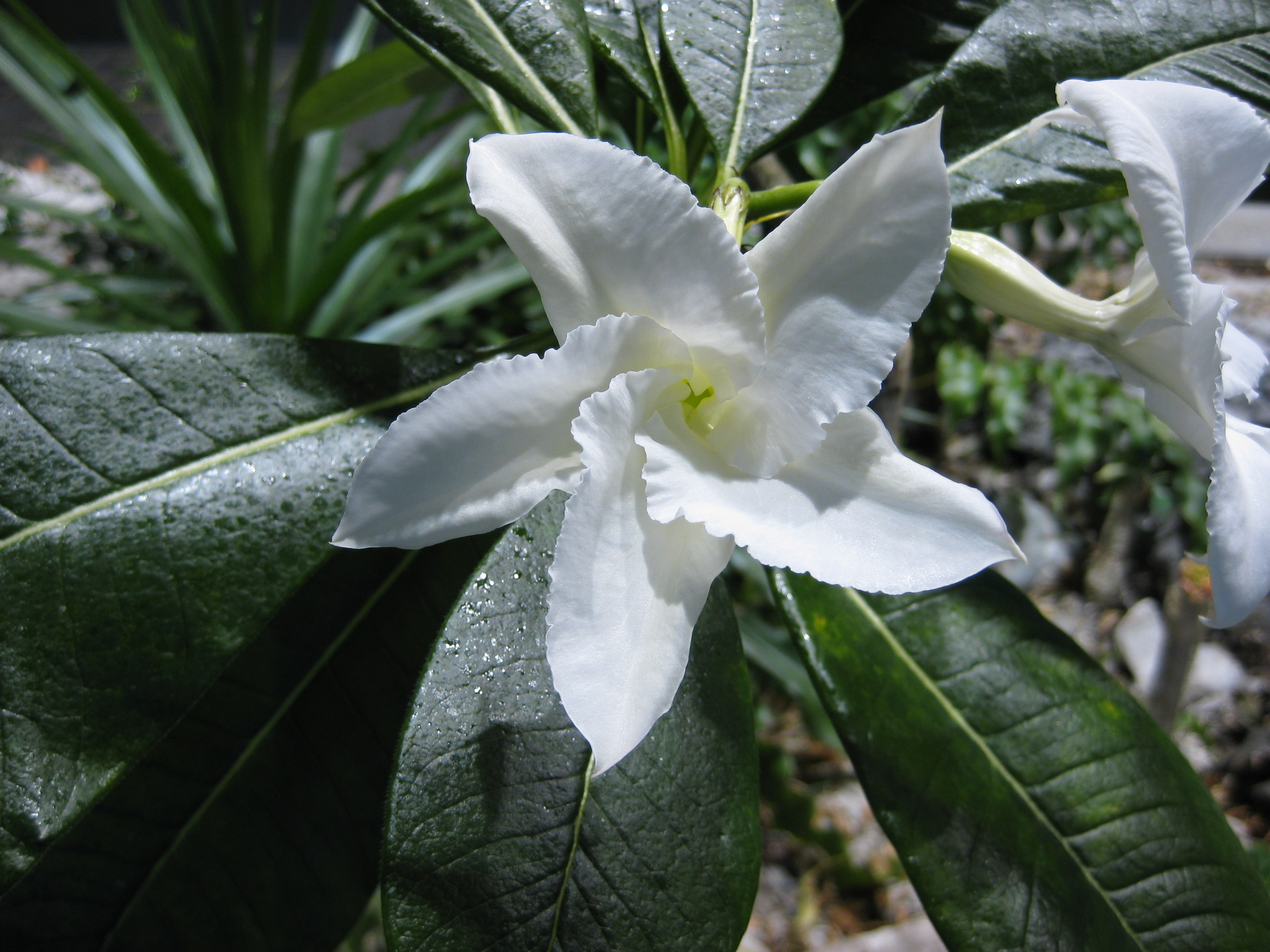
Blüten der Madagaskarpalme

Pachypodium lamerei ist eine während der Trockenzeit laubabwerfende sukkulente Pflanze. Der kegelige, kaum verzweigte und dornenbesetzte Stamm dient als Wasserspeicher. Es kann eine Wuchshöhe in Kultur von über 2 Metern, im Freien von bis zu 6 Meter erreicht werden. Die wechselständig angeordneten Laubblätter entspringen mit einem 3 bis 4 cm langen Blattstiel an einer „Warze“. Die dunkelgrüne, ledrige Blattspreite ist bei einer Länge von etwa 25 cm sowie einer Breite von etwa 3 cm linealisch und besitzt helle Mittelrippen. In den Blattachseln stehen jeweils drei Dornen. Die Laubblätter sind am Stamm schopfig gehäuft.
Die zwittrigen Blüten sind drehsymmetrisch und fünfzählig mit doppelter Blütenhülle. Die fünf weißen Kronblätter sind trichterförmig verwachsen.
Die Chromosomenzahl beträgt 2n = 18.

## Vorkommen und Gefährdung
Diese sukkulente Pflanze ist endemisch im südlich-zentralen und im südlichen Madagaskar heimisch und ist im CITES Anhang II gelistet. Sie wird zahlreich als Zimmerpflanze kultiviert.
Die Art steht auf der Roten Liste der IUCN und gilt als nicht gefährdet (Least Concern).

## Systematik
Die Erstbeschreibung von Pachypodium lamerei erfolgte 1899 durch Emmanuel Drake del Castillo in Bulletin du Muséum d'Histoire Naturelle, 5, S. 308–309. Synonyme für Pachypodium lamerei Drake sind: Pachypodium champenoisianum Boiteau, Pachypodium lamerei var. ramosum (Costantin & Bois) Pichon, Pachypodium ramosum Costantin & Bois, Pachypodium rutenbergianum fo. lamerei (Drake) Poiss.